# Livingston (Nowy Jork)
Livingston – miasto w Stanach Zjednoczonych, w stanie Nowy Jork, w hrabstwie Columbia.